# Charlie Benante
Charlie Benante (Bronx, Nueva York, 27 de noviembre de 1962) es un músico estadounidense, reconocido por ser el baterista de las bandas de thrash metal Anthrax, Stormtroopers of Death y Pantera. Junto al guitarrista Scott Ian, Benante ha compuesto la mayoría de las canciones de Anthrax. Desde 2022 también forma parte de la nueva formación de Pantera.

## Carrera
Benante se unió a la agrupación Anthrax en 1983, previo a la grabación del álbum debut de la banda, Fistful of Metal. Ha sido el baterista de Anthrax desde entonces, colaborando en la grabación de más de una veintena de discos, entre álbumes de estudio, directos, EP y recopilaciones. Charlie es conocido por tener una técnica muy rápida de doble bombo y ha sido acreditado como uno de los pioneros del uso de blast beats en el thrash metal, además de poseer una gran técnica de rebote. Maneja la percusión en general, toca la guitarra, el teremín, la tornamesa y la armónica.
Junto con sus labores musicales, Benante es también un artista gráfico y creó muchas de las portadas de los discos de sus bandas y diseños de camisetas.

## Vida privada
Benante es el tío del bajista de Anthrax Frank Bello, su madre es la hermana mayor de Charlie. La esposa de Benante dio a luz a una niña llamada Mia en enero de 2006. Tiene un hijastro llamado Gregory, el hijo de su esposa de una relación previa.
Tiene un gran interés en los juguetes y en las historietas, como puede verse en la presentación especial del disco del DVD de Anthrax Music of Mass Destruction. Es fanático de Star Wars, ha indicado repetidas veces en viejas entrevistas y videos de Anthrax que su personaje favorito es Darth Vader.
En todo el año 2012, Charlie Benante sufrió varios problemas personales que lo obligaron a perderse algunos conciertos con Anthrax. A comienzos de ese año su madre falleció, lo que lo llevó a él y a su sobrino Frank Bello a perderse varias presentaciones en Argentina. Benante tuvo que retirarse nuevamente durante el Festival Rockstar Mayhem después de sufrir una lesión en su mano. También durante el verano, Benante se vio envuelto en una disputa doméstica con su esposa en frente de su hija, lo que les valió a ambos un breve arresto. Benante tuvo que ausentarse en la gira europea de la banda para arreglar asuntos personales, según afirmó el guitarrista Scott Ian. En 2013 se anunció que Charlie se perdería algunas fechas de la gira por Australia, también por motivos personales.

## Discografía

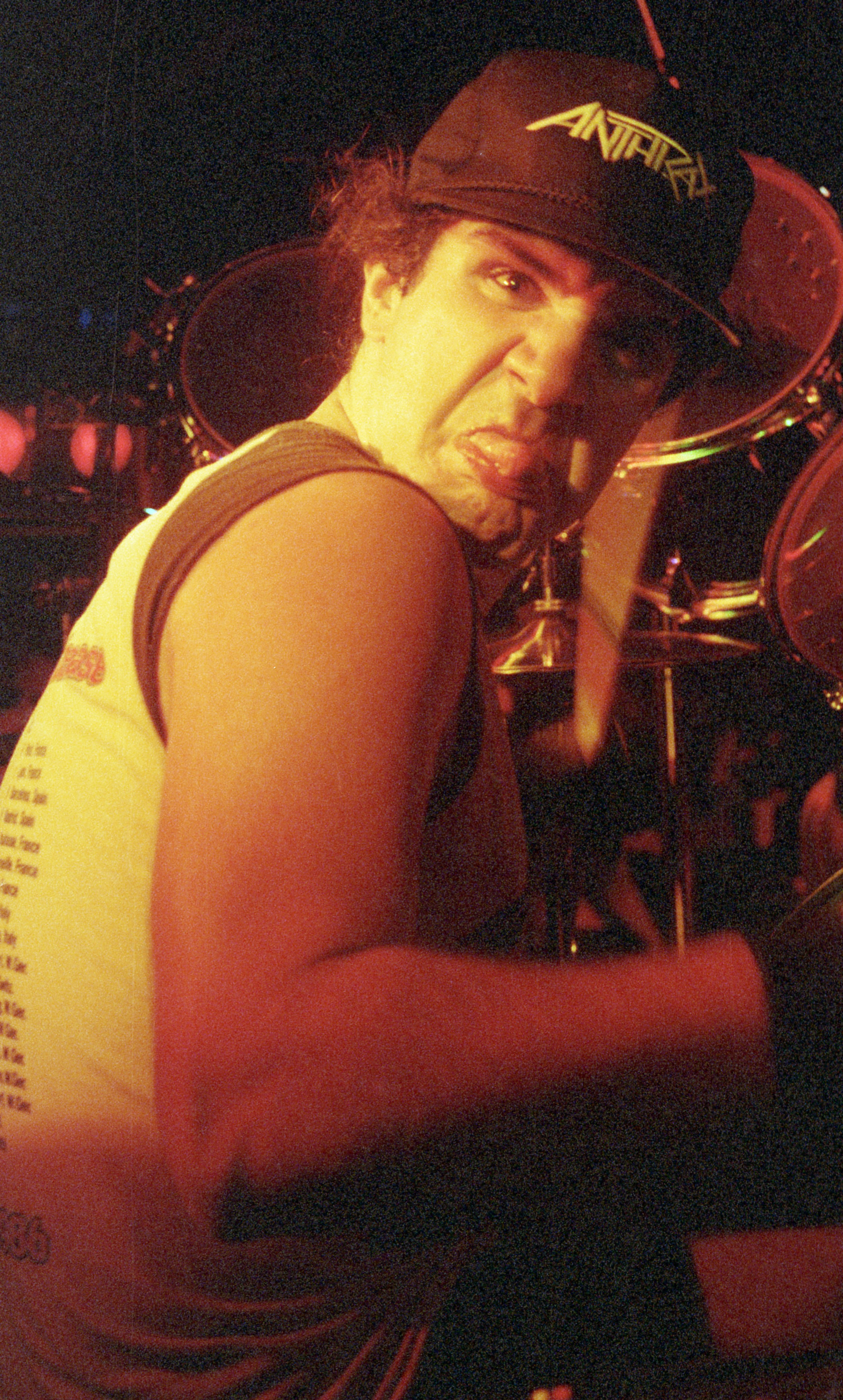
Charlie Benante en 1987.

### Con Stormtroopers of Death

#### Estudio y directo
| Título                | Lanzamiento           | Discográfica          |
| Speak English or Die  | Diciembre de 1985     | Megaforce Records     |
| Live at Budokan       | 24 de octubre de 1995 | Megaforce Records     |
| Bigger than the Devil | 22 de mayo de 1999    | Nuclear Blast Records |

#### Videos
| Título                               | Lanzamiento              | Discográfica          |
| Kill Yourself: The Movie (DVD o VHS) | 23 de enero de 2001      | Nuclear Blast Records |
| Speak English or Live (DVD)          | 25 de septiembre de 2001 | Nuclear Blast Records |
| 20 Years of Dysfunction              | 26 de julio de 2005      | Nuclear Blast Records |

### Otros
- Liquid Trio Experiment 2 - When the Keyboard Breaks: Live in Chicago (baterista invitado)